# Cojutepeque
Cojutepeque – miasto w środkowym Salwadorze, położone na wysokości 850 m n.p.m., kilkanaście kilometrów na wschód od jeziora Ilopango. Znajduje się w odległości 33 km na wschód od stolicy kraju San Salvadoru, z którą połączone jest Autostradą Panamerykańską. Ludność (2007): 41,1 tys. (miasto), 50,3 tys. (gmina). Ośrodek administracyjny departamentu Cuscatlán.
Miasto stanowi ważny lokalny ośrodek handowy i przemysłowy (głównie przetwórstwo produktów rolnych z okolicy, m.in. kawy)